# Benelli

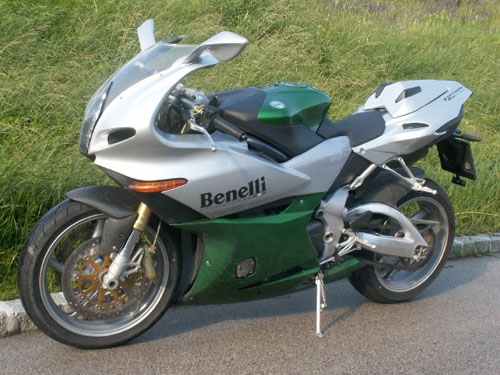
Benelli Tornado

Benelli – włoska marka pod chińską kontrolą kapitałową, zajmujące się produkcją motocykli i motorowerów.

## Historia
Firma powstała we Włoszech w miejscowości Pesaro w 1911 roku. Teresa Benelli postanowiła zainwestować swój majątek w warsztat po zmarłym wcześnie mężu. Początkowo firma nazywała się „Benelli Garage” („Warsztat Mechaniczny Benelli”) i zajmowała serwisem samochodów i motocykli. Możliwości, jakimi dysponowała, pozwalały na samodzielną produkcję części niezbędnych do napraw. W 1920 roku Benelli stworzył swój pierwszy, jednocylindrowy silnik dwusuwowy, a już rok później – pierwszy gotowy motocykl. Nastąpił zwrot w kierunku produkcji motocykli pod marką Benelli. W latach trzydziestych XX wieku maszyny ze stajni Benelli odnosiły sukcesy na torach wyścigowych. W czasie II wojny światowej fabryka Benelli została poważnie zniszczona.
W 1962 roku Benelli połączyło się z firmą Motobi, która powstała w 1949 roku w wyniku niesnasek rodzinnych. Moce produkcyjne pozwalały na produkowanie około 300 motocykli dziennie. W wyniku załamania rynku motocyklowego w Europie w latach sześćdziesiątych XX wieku marka Benelli podupadła. Japońska konkurencja spowodowała upadek firmy Benelli. W roku 1995 Andrea Merloni kupił firmę i postanowił ją ożywić. Zaczął od produkcji skuterów pod marką Benelli, a w 1999 roku powrócił do produkcji potężnych i mocnych motocykli. Produkcja motorowerów i motocykli od 2008 została przeniesiona do Chin, co zmniejszyło cenę jednośladów.

## Modele współczesne

### Skutery
- Benelli 491
- Benelli Pepe 50
- Benelli Velvet 125
- Benelli Cafe Nero 250
- Benelli 49X
- Benelli K2

### Motocykle[1]
- Benelli TNT 899T
- Benelli TNT 899S
- Benelli TNT 1130 K
- Benelli Tornado TRE
- Benelli BX 449
- Benelli BX 505

- Benelli 302S
- Benelli 502C
- Benelli 752S
- Benelli BN 125
- Benelli Tornado Naked T
- Benelli BN 302
- Benelli BN 251
- Benelli TRK 502X
- Benelli TRK 251
- Benelli TRK 502
- Benelli Leoncino Trail
- Benelli Leoncino